# Grand Prix Belgie 1973
Grand Prix Belgie 1973 (oficiálně XXXI GROTE PRIJS VAN BELGIE) se jela na okruhu Zolder v Limburk v Belgii dne 20. května 1973. Závod byl pátým v pořadí v sezóně 1973 šampionátu Formule 1.

## Kvalifikace
| Poř. | No. | Jezdec               | Konstruktér       | Čas     | Ztráta |
| ---- | --- | -------------------- | ----------------- | ------- | ------ |
| 1    | 2   | Ronnie Peterson      | Lotus-Ford        | 1:22.46 | —      |
| 2    | 7   | Denny Hulme          | McLaren-Ford      | 1:23.00 | +0.54  |
| 3    | 3   | Jacky Ickx           | Ferrari           | 1:23.10 | +0.64  |
| 4    | 6   | François Cévert      | Tyrrell-Ford      | 1:23.22 | +0.76  |
| 5    | 20  | Jean-Pierre Beltoise | BRM               | 1:23.25 | +0.79  |
| 6    | 5   | Jackie Stewart       | Tyrrell-Ford      | 1:23.28 | +0.82  |
| 7    | 10  | Carlos Reutemann     | Brabham-Ford      | 1:23.34 | +0.88  |
| 8    | 24  | Carlos Pace          | Surtees-Ford      | 1:23.34 | +0.88  |
| 9    | 1   | Emerson Fittipaldi   | Lotus-Ford        | 1:23.44 | +0.98  |
| 10   | 8   | Peter Revson         | McLaren-Ford      | 1:23.52 | +1.06  |
| 11   | 16  | George Follmer       | Shadow-Ford       | 1:23.86 | +1.40  |
| 12   | 19  | Clay Regazzoni       | BRM               | 1:23.91 | +1.45  |
| 13   | 23  | Mike Hailwood        | Surtees-Ford      | 1:23.96 | +1.50  |
| 14   | 21  | Niki Lauda           | BRM               | 1:24.51 | +2.05  |
| 15   | 22  | Chris Amon           | Tecno             | 1:24.79 | +2.33  |
| 16   | 14  | Jean-Pierre Jarier   | March-Ford        | 1:24.83 | +2.37  |
| 17   | 26  | Nanni Galli          | Iso Marlboro-Ford | 1:24.89 | +2.43  |
| 18   | 9   | Andrea De Adamich    | Brabham-Ford      | 1:25.28 | +2.82  |
| 19   | 11  | Wilson Fittipaldi    | Brabham-Ford      | 1:25.57 | +3.11  |
| 20   | 15  | Mike Beuttler        | March-Ford        | 1:25.77 | +3.31  |
| 21   | 25  | Howden Ganley        | Iso Marlboro-Ford | 1:26.68 | +4.22  |
| 22   | 17  | Jackie Oliver        | Shadow-Ford       | 1:28.12 | +5.66  |
| 23   | 12  | Graham Hill          | Shadow-Ford       | 1:30.45 | +7.99  |

## Závod
| Poř.   | No. | Jezdec               | Konstruktér       | Počet kol | Čas/Odstoupení    | Pořadí na startu | Body |
| ------ | --- | -------------------- | ----------------- | --------- | ----------------- | ---------------- | ---- |
| 1      | 5   | Jackie Stewart       | Tyrrell-Ford      | 70        | 1:42:13.43        | 6                | 9    |
| 2      | 6   | François Cevert      | Tyrrell-Ford      | 70        | + 31.84           | 4                | 6    |
| 3      | 1   | Emerson Fittipaldi   | Lotus-Ford        | 70        | + 2:02.79         | 9                | 4    |
| 4      | 9   | Andrea de Adamich    | Brabham-Ford      | 69        | + 1 kolo          | 18               | 3    |
| 5      | 21  | Niki Lauda           | BRM               | 69        | + 1 kolo          | 14               | 2    |
| 6      | 22  | Chris Amon           | Tecno             | 67        | + 3 kola          | 15               | 1    |
| 7      | 7   | Denny Hulme          | McLaren-Ford      | 67        | +3 kola           | 2                |      |
| 8      | 24  | Carlos Pace          | Surtees-Ford      | 66        | +4 kola           | 8                |      |
| 9      | 12  | Graham Hill          | Shadow-Ford       | 65        | +5 kol            | 23               |      |
| 10     | 19  | Clay Regazzoni       | BRM               | 63        | Nehoda            | 12               |      |
| 11     | 15  | Mike Beuttler        | March-Ford        | 63        | Nehoda            | 20               |      |
| Ret    | 14  | Jean-Pierre Jarier   | March-Ford        | 60        | Nehoda            | 16               |      |
| Ret    | 20  | Jean-Pierre Beltoise | BRM               | 56        | Neklasifikován    | 5                |      |
| Ret    | 11  | Wilson Fittipaldi    | Brabham-Ford      | 46        | Motor             | 19               |      |
| Ret    | 2   | Ronnie Peterson      | Lotus-Ford        | 42        | Nehoda            | 1                |      |
| Ret    | 8   | Peter Revson         | McLaren-Ford      | 33        | Nehoda            | 10               |      |
| Ret    | 25  | Howden Ganley        | Iso-Marlboro-Ford | 16        | Nehoda            | 21               |      |
| Ret    | 10  | Carlos Reutemann     | Brabham-Ford      | 14        | Motor             | 7                |      |
| Ret    | 16  | George Follmer       | Shadow-Ford       | 13        | Klapka            | 11               |      |
| Ret    | 17  | Jackie Oliver        | Shadow-Ford       | 11        | Nehoda            | 22               |      |
| Ret    | 3   | Jacky Ickx           | Ferrari           | 6         | Palivové čerpadlo | 3                |      |
| Ret    | 26  | Nanni Galli          | Iso-Marlboro-Ford | 6         | Motor             | 17               |      |
| Ret    | 23  | Mike Hailwood        | Surtees-Ford      | 4         | Nehoda            | 13               |      |
| Zdroj: |     |                      |                   |           |                   |                  |      |

## Průběžné pořadí po závodě
Pohár jezdců
|        | Pořadí | Jezdec             | Body |
| ------ | ------ | ------------------ | ---- |
|        | 1      | Emerson Fittipaldi | 35   |
|        | 2      | Jackie Stewart     | 28   |
|        | 3      | François Cevert    | 18   |
|        | 4      | Peter Revson       | 9    |
|        | 5      | Denny Hulme        | 9    |
| Zdroj: |        |                    |      |

Pohár konstruktérů
|        | Pořadí | Konstruktér  | Body |
| ------ | ------ | ------------ | ---- |
| 1      | 1      | Tyrrell-Ford | 36   |
| 1      | 2      | Lotus-Ford   | 35   |
|        | 3      | McLaren-Ford | 15   |
|        | 4      | Ferrari      | 9    |
|        | 5      | Shadow-Ford  | 5    |
| Zdroj: |        |              |      |